# Caproni Ca.133
Il Caproni Ca.133 era un aereo da trasporto multiruolo trimotore e monoplano ad ala alta sviluppato dall'azienda aeronautica italiana Aeronautica Caproni nei primi anni trenta del XX secolo, impiegato in servizio civile nella compagnia aerea Ala Littoria e nelle versioni belliche principalmente come aereo da trasporto tattico, bombardiere e aereo da collegamento.
Aereo coloniale italiano di riferimento la "Vacca” così soprannominato affettuosamente dai suoi equipaggi, venne impiegato sia durante la guerra d'Etiopia che nella Seconda guerra mondiale. Benché le sue caratteristiche e la sua bassa velocità massima lo rendessero vulnerabile per le esigenze di una guerra moderna, venne utilizzato con buoni profitti nel teatro dell'Africa Orientale Italiana e al seguito dei reparti di caccia in Unione Sovietica e sui Balcani.

## Storia del progetto
Il progetto si deve ad una iniziativa del proprietario e progettista Gianni Caproni che, coadiuvato da Agostino Caratti e dall'ufficio tecnico, decise di sviluppare ulteriormente il concetto di velivolo multiruolo medio ad ala alta e costruzione mista, avviato alla produzione con il monomotore Ca.97 nel 1927. Il nuovo modello derivava direttamente dal Ca.101E trimotore e ne riproponeva le caratteristiche salienti.
Il primo prototipo realizzato, matricola MM.283, era caratterizzato dall'adozione di tre motori Piaggio Stella P.VII, come nel precedente Ca.101, racchiusi in anelli Townend bugnati in corrispondenza delle teste. Inoltre erano presenti dei finestrini posti ai lati della fusoliera in corrispondenza di quelle che dovevano essere le postazioni dei mitraglieri. Un'altra mitragliatrice era situata in una gondola integrata nella parte inferiore della fusoliera. Il carrello d'atterraggio era fisso e dotato anteriormente di una generosa carenatura aerodinamica. Il prototipo venne portato in volo da Mario de Bernardi sull'aeroporto dell'azienda, a Taliedo, il 16 settembre 1934, ed immediatamente messo in produzione con alcune modifiche, contrariamente alle abitudini imposte dal Ministero dell'aeronautica.

## Tecnica
Il Ca.133 di serie venne sviluppato in collaborazione con il generale ed ingegnere aeronautico Rodolfo Verduzio, il quale a conoscenza dell'imminente guerra d'Etiopia si curò di seguire le versioni ad uso bellico. Il velivolo conservava sostanzialmente l'aspetto convenzionale del prototipo.
La fusoliera, di produzione comune al precedente monomotore Ca.111, era realizzata in tecnica mista, con la struttura in tubi d'acciaio saldati ricoperta da tela di lino e lamierini d'alluminio.
la velatura era del tipo monoplana, con piano alare a semisbalzo montato alto sulla fusoliera. Le due semiali erano anch'esse realizzate con struttura in legno ricoperta da tela di lino verniciata e collegate alla parte superiore della fusoliera tramite spinotti metallici. Inferiormente si collegavano alla fusoliera tramite aste di controvento tubolari e tiranti entrambi in acciaio, i quali formavano una struttura che sorreggeva anche le gondole motore poste sotto le due semiali.
Posteriormente terminava in un impennaggio convenzionale monoderiva, costituito dall'elemento verticale caratterizzato dall'ampio timone abbinato a piani orizzontali di forma triangolare, montati a semisbalzo e connessi alla struttura terminale inferiormente tramite un paio di montanti integrati superiormente da cavi. Il carrello d'atterraggio anteriormente era fisso a carreggiata larga, normalmente carenato, dotato di robuste gambe ammortizzate e ruote di grande diametro, integrato posteriormente da un ruotino collegato all'apice della struttura di coda.
La propulsione era affidata a tre motori Piaggio P.VII C.16, dei radiali 7 cilindri posti su una singola stella raffreddati ad aria, racchiusi in una cappottatura NACA, ognuno in grado di erogare una potenza pari a 460 CV (338 kW) che azionavano eliche bipala a passo variabile a terra.
L'armamento difensivo consisteva in una torretta dorsale retrattile con una o due mitragliatrici, un'arma in depressione e due laterali, a seconda delle fonti indicate come delle Lewis calibro 7,7 mm camerate per il munizionamento 7,7 × 56 mm R. La versione sanitaria (Ca.133 S) venne realizzata modificando esemplari da bombardamento.
La disposizione interna variava in funzione della versione, dietro la comune cabina di pilotaggio a due posti affiancati. Nella versione civile era dotato di 8 posti a sedere su 4 file, in quella da bombardamento lo spazio era occupato da due rastrelliere verticali da 6 bombe ciascuna in grado di caricare ordigni da 10 a 50 kg, in quella da soccorso medico erano presenti 6 barelle e 4 posti a sedere.
| Tavola comparativa delle caratteristiche tecniche | Tavola comparativa delle caratteristiche tecniche | Tavola comparativa delle caratteristiche tecniche | Tavola comparativa delle caratteristiche tecniche | Tavola comparativa delle caratteristiche tecniche | Tavola comparativa delle caratteristiche tecniche |
|                                                   | Ca.133                                            | Ca.133T                                           | Ca.133P                                           |                                                   |                                                   |
| ------------------------------------------------- | ------------------------------------------------- | ------------------------------------------------- | ------------------------------------------------- | ------------------------------------------------- | ------------------------------------------------- |
| Apertura alare                                    | 21,44 m                                           | 21,44 m                                           | 21,44 m                                           |                                                   |                                                   |
| Lunghezza                                         | 15,45 m                                           | 15,45 m                                           | 15,45 m                                           |                                                   |                                                   |
| Altezza con coda a terra                          | 4,00 m                                            | 4,00 m                                            | 4,00 m                                            |                                                   |                                                   |
| Motori                                            | 3 Piaggio P.VII C.15                              | 3 Piaggio P.VII C.16                              | 3 Piaggio P.VII C.16                              |                                                   |                                                   |
| Potenza unitaria                                  | 435 CV                                            | 430 CV                                            | 430 CV                                            |                                                   |                                                   |
| Potenza alla quota di ristabilimento              | 475 CV                                            | 460 CV                                            | 460 CV                                            |                                                   |                                                   |
| Peso a vuoto                                      | 4 000 kg                                          | 4 000 kg                                          | 4 000 kg                                          |                                                   |                                                   |
| Carico utile                                      | 2 500 kg                                          | 2 500 kg                                          | 2 500 kg                                          |                                                   |                                                   |
| Peso totale                                       | 6 500 kg                                          | 6 500 kg                                          | 6 500 kg                                          |                                                   |                                                   |
| Velocità di stallo                                | 105 km/h                                          | 105 km/h                                          | 120 km/h                                          |                                                   |                                                   |
| Velocità massima a bassa quota                    | 245 km/h                                          | 230 km/h                                          | 205 km/h                                          |                                                   |                                                   |
| Velocità massima assoluta                         | 260 km/h a 1 600 m                                | 230 km/h a 4 000 m                                | 215 km/h a 4 000 m                                |                                                   |                                                   |
| Salita a 2 000 m                                  | 5 min 45 s                                        | 8 min 15 s                                        |                                                   |                                                   |                                                   |
| Salita a 4 000 m                                  | 15 min                                            | 21 min                                            |                                                   |                                                   |                                                   |
| Tangenza                                          | 6 500 m                                           | 6 000 m                                           |                                                   |                                                   |                                                   |
| Autonomia                                         | 2 000 km                                          | 1 350 km                                          | 1 350 km                                          |                                                   |                                                   |
| Corsa di decollo                                  | 300 m                                             | 370 m                                             | ?                                                 |                                                   |                                                   |
| Corsa di atterraggio                              | 300 m                                             | 300 m                                             | 300 m                                             |                                                   |                                                   |
| Armamento                                         | 4 mitragliatrici Lewis calibro 7,7 mm             | ?                                                 | ?                                                 |                                                   |                                                   |
| Equipaggio                                        | due piloti ed un navigatore                       | due piloti ed un navigatore                       | due piloti ed un navigatore                       | due piloti ed un navigatore                       | due piloti ed un navigatore                       |
| Posti                                             | -                                                 | -                                                 | 16 - 18                                           |                                                   |                                                   |
| Costo unitario                                    | ?                                                 | ₤. 1 069 000                                      | ?                                                 |                                                   |                                                   |

## Impiego operativo
Nel periodo interbellico il Ca.133 venne utilizzato in ambito militare e civile. Nel primo, oltre che dai reparti della Regia Aeronautica in territorio italiano, dai reparti delle varie aeronautiche coloniali italiane in Cirenaica, Tripolitania, Somalia italiana ed AOI, e come aereo da trasporto civile nelle rotte della compagnia aerea Ala Littoria. Un altro utilizzatore militare fu l'austriaco Luftwaffen Kommando Österreich che operò con almeno cinque esemplari (secondo alte fonti sei) dal 1936 al 1938.

### Africa Orientale Italiana

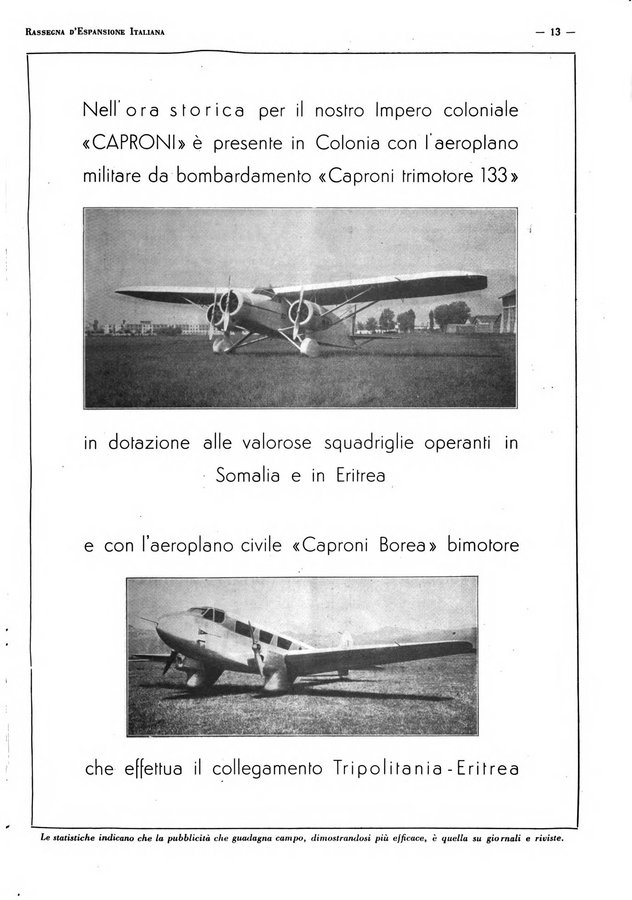
Pagina pubblicitaria della Caproni su L'Illustrazione Coloniale, 1936. Viene mostrato il bombardiere Caproni 133.

La Regia Aeronautica si rese conto che, nonostante i miglioramenti a cui venne sottoposto, il Ca.133 era adatto all'impiego come bombardiere soltanto in Africa Settentrionale Italiana e, più ancora, nel Corno d'Africa.
Nella Guerra d'Etiopia era in dotazione alla 2ª Squadriglia, 6ª Squadriglia, una Sezione della 7ª Squadriglia, una Sezione della 14ª Squadriglia, una Sezione della 15ª Squadriglia da bombardamento Caproni, una Sezione della Squadriglia di Stato maggiore Eritrea di Asmara ed alla Squadriglia di Stato maggiore dell'Aeroporto di Addis Abeba-Bole.
Allo scoppio della seconda guerra mondiale, i Ca.133 equipaggiavano ancora 14 Squadriglie da Bombardamento nell'Aeronautica dell'Africa Orientale. 
In particolare dal Quartier Generale Nord (Assab) dipendevano:
- 25º Gruppo Bombardieri (Bis) (XXV Gruppo Bahar Dar);
- 26º Gruppo Bombardieri (Bis) (XXVI Gruppo Gondar);
- 27º Gruppo Bombardieri (Bis) (XXVII Gruppo Assab);
- 118ª Squadriglia Bombardamento (Assab);
- Squadriglia Ricognizione Nord (Agordat).

Dal Quartier Generale del Centro (Addis Abeba) dipendevano:
- 49º Gruppo Bombardieri (XLIX Gruppo Gimma);
- 41ª Squadriglia Ricognizione (Addis Abeba).

Dal Quartier Generale Sud (Mogadiscio):
- 31º Gruppo Bombardieri (Bis) (XXXI Gruppo Neghelli);
- Squadriglia Ricognizione Sud (Mogadiscio).

Proprio nel Corno d'Africa, allo scoppio delle ostilità, il Ca.133 venne impiegato come aereo d'attacco e bombardiere diurno e notturno. Il 12 giugno 1940, tre Ca.133 della 66ª Squadriglia attaccarono una colonna alleata di una mezza dozzina di camion e 200 soldati. Due pattuglie di tre Caproni ciascuna della 65ª Squadriglia, invece, attaccarono le posizioni alleate attorno a Moyale, in due momenti successivi. Quella stessa notte, dieci Caproni Ca.133 bombardarono il porto di Aden e l'aeroporto di Khormaksar, obiettivi già attaccati, nelle ore diurne, da sette Savoia-Marchetti S.M.81 del 29º Gruppo Bombardieri (XXIX Gruppo Bis). Altri tre 133 attaccarono l'aeroporto di Cassala in Sudan.
Sebbene fosse poco considerato dalla Royal Air Force e fosse una facile preda per gli aerei alleati, sia a terra che in volo, la "Caprona", grazie alla sua versatilità e alle sue buone capacità STOL, fu assai utilizzato, non soltanto sul fronte. Ed occasionalmente riuscì perfino ad abbattere aerei nemici. Il 23 gennaio 1941 un Ca.133 abbatté un Avro Anson pilotato dal Lt E.A. Gebhardt del 60 SAAF Squadron, che si schiantò al suolo uccidendo tutto l'equipaggio.

### Altri teatri bellici
Durante la guerra, l'aereo venne impiegato largamente nelle scuole di volo e assegnato in gran quantità a reparti delle varie specialità come velivolo tuttofare. 
Nell'estate 1941 tre esemplari presero parte al Corpo di spedizione italiano in Russia.
Molti Ca.133 furono impiegati dalla Scuola Paracadutisti di Tarquinia per le esercitazioni di lancio, altri vennero destinati al supporto di reparti operativi da caccia, il 22º Gruppo Autonomo Caccia Terrestre dispiegato sul Fronte Orientale, e sui Balcani.
Venne utilizzato fino al 1945.

## Versioni
Ca.133
versione bombardiere e da trasporto (67 esemplari).
Ca.133P
versione da addestramento paracadutisti.
Ca.133S
versione da soccorso ed aeroambulanza, equipaggiata per il trasporto di sei barelle per feriti gravi e poltrone per 4 feriti leggeri (21 esemplari).
Ca.133T
versione trasporto truppe (329 esemplari).
Ca.148
sviluppo del Ca.133, caratterizzato da una fusoliera modificata con abitacolo avanzato e maggiore carico utile.

## Utilizzatori

### Militari
Austria
- Luftwaffen Kommando Österreich
  - Fliegerregiment 2

operò con 5/6 esemplari dal 1936 al 1938.
 Italia (periodo bellico)
- Regia Aeronautica

 Italia (periodo postbellico)
- Aeronautica Militare

 Regno Unito
- Royal Air Force
  - No. 117 Squadron RAF

operò con un esemplare preda bellica.

### Civili
Italia
- Ala Littoria (16 posti passeggeri)